# Barry Ryan
Barry Ryan, pseudonimo di Barry Sapherson (Leeds, 24 ottobre 1948 – 28 settembre 2021), è stato un cantante pop britannico.

## Biografia
Barry Ryan, figlio di Marion Ryan, una cantante melodica che ebbe il suo momento di gloria intorno al 1950, debuttò nella musica insieme al fratello gemello Paul, formando con lui il duo Paul & Barry Ryan, che portò al  successo negli anni 60 diverse canzoni, in gran parte composte da Paul: Don't Bring Me Your Heartaches (1965), Have Pity on the Boy (1966) e Missy Missy (1966). 
A causa dell'esaurimento nervoso che poco dopo afflisse Paul, ebbe inizio la carriera da solista di Barry, col fratello che seguitò comunque a occuparsi dei testi e delle musiche. 
Nel 1968 Barry Ryan lanciò Eloise, una canzone dalle atmosfere melodrammatiche e particolarmente lunga (quasi 7 minuti), destinata a conquistare la vetta delle hit-parade di mezzo mondo, compresa l'Italia (per la quale egli registrò anche una versione in lingua italiana); fu prima anche nei Paesi Bassi (per quattro settimane), Germania Ovest, Svizzera, mentre raggiunse la seconda posizione in Austria, Regno Unito e Norvegia.
Il cantante ebbe ancora grande successo negli anni seguenti con pezzi come Love Is Love (1968), The Hunt (1969), Magical Spiel (1970) e Kitsch (1970), ma nessuno di essi poté eguagliare la fama di Eloise. Un Paese europeo dove Barry Ryan rimase popolarissimo fu la Germania Ovest, anche perché egli per un certo periodo scelse di cantare in tedesco.
L'artista si allontanò dalla scena musicale nei primi anni 70, evitando per molto tempo di mostrarsi in pubblico: all'epoca si disse che egli fosse rimasto sfigurato al volto nell'incendio che devastò lo studio in cui stava registrando. Barry Ryan si ripresentò ai suoi fans verso la fine degli anni 80, alquanto invecchiato ma senza alcuna cicatrice in volto, apparendo più volte in programmi televisivi. Successivamente pubblicò anche un paio di album contenenti i brani cantati a suo tempo insieme al fratello, in una nuova versione. Tenne concerti fino al 2003, dopodiché divenne un apprezzato fotoreporter.
Barry Ryan è morto nel 2021, quasi 73enne, per un improvviso arresto cardiaco.

## Vita privata
Barry Ryan fu sposato in prime nozze con la figlia di un sultano, dalla quale poi divorziò. La seconda moglie lo rese padre di un maschio e una femmina: Jack e Sophia, nati rispettivamente nel 1995 e nel 1996.

## Discografia da solista

### Album
- 1969 - Barry Ryan (Polydor – 583 067)
- 1969 - Barry Ryan Sings Paul Ryan (MGM Records - SMGL 50.013)
- 1970 - Barry Ryan Sings (Ricordi International – SNIR 25.018)
- 1971 - Red Man (Polydor – 2310 124)
- 1972 - Sanctus, Sanctus Hallelujah (Polydor – 2310 222)
- 1995 - Eloise (Tring - JHD143)
- 2003 - Hello Again (1244-FFFG-4471)

### Raccolte
- 1971 - Starportrait Barry Ryan (Polydor – 2625 014)
- 1972 - Greatest Hits (Polydor – 2483 170)
- 1972 - Eloise (Karussell – 2345 001)
- 1973 - The Best of Barry Ryan (Karussell – 2350 018)
- 1973 - The Best of Barry Ryan (Brunswick Records – 2911 509)
- 1976 - Pop Power (Polydor – 2459 306)
- 1976 - Barry Ryan (Polydor – 2664 313)
- 1981 - Eloise (Brunswick Records – 2872 109)
- 1991 - The Best of Barry Ryan, Vol. 1 (Polyphon – 511 471-2)
- 1991 - The Best of Barry Ryan, Vol. 2 (Polyphon – 511 472-2)
- 1992 - The Very Best of Barry Ryan (Polydor – 511 830-2)
- 1995 - Eloise (Spectrum Music – 550 385-2)
- 1997 - Meisterstücke (Spectrum – 519 652-2)
- 2000 - The Singles (BR Music – BX 520-2)
- 2002 - The Best (D.V. More Record – CDDV 6619)
- 2005 - Barry Ryan Singing the Songs of Paul Ryan 1968-69 (Rev-Ola – CR REV 115)
- 2009 - Barry Ryan (Magic Records – 3930849)
- xxxx - Ausgewählte goldstücke (Karussell – 2876 044)
- xxxx - Eloise (Polydor – 27 307-8)
- xxxx - Love is Love (Polydor – 00 93205)

### Singoli/EP
- 1968 – Goodbye/I'm So Sad (MGM Records – MGM 1423)
- 1968 – Eloise/Goodbye (MGM Records – MG 70.036)
- 1968 – Eloise/Love, I Almost Found You (Polydor – 61 207)
- 1968 – Eloise/Love, I Almost Found You/Goodbye (Polydor – 63 915)
- 1968 – Eloise/Love, I Almost Found You/Madrigal (MGM Records – EMG-1538), pubblicato in Messico
- 1969 – Love is Love/The Colour of my Love (MGM Records – MG 70.037)
- 1969 – The Colour of my Love/My Mama (MGM Records – 61 215)
- 1969 – The Hunt/Oh, For the Love of Me (Ricordi International – SIR 20108)
- 1969 – Love is Love/Goodbye/Crazy Days (MGM Records – EMG-1595), pubblicato in Messico
- 1970 – Magical Spiel/Caroline (Polydor – 2001 004)
- 1970 – Kitsch/Swallow Fly Away (Ricordi International – SIR 20115)
- 1970 – We Did It Together/Lay Down (Polydor – 2001 119)
- 1970 – Kitsch/Give Me a Sign (Polydor – 2001-035)
- 1970 – Magical Spiel/Look To The Right, Look The Left/Caroline/Sunday Theme (Polydor – 78020), pubblicato in Portogallo
- 1970 – Kitsch/Give Me a Sign/The Hunt (Polydor – 2200005), pubblicato in Messico
- 1971 – It is Written/Annabelle (Polydor – 2001-154)
- 1971 – Red Man/Loneliest Night of Year (Polydor – 2001 205)
- 1971 – Zeit macht nur vor dem Teufel halt/Vielleicht Schon Morgen... (Polydor – 2001 207)
- 1971 – Can't Let You Go/When I Was A Child (Polydor – 2001-256)
- 1972 - Eloise/Love is Love/The Colour of My Love (MGM Records – 2202 016), pubblicato in Australia
- 1972 – From My Head to My Toe/Alimony Honey Blues (Polydor – 2001 335)
- 1972 – Sanctus, Sanctus Hallelujah/Ein neuer Orpheus (Polydor – 2001 333)
- 1972 – I'm Sorry Susan/L.A. Woman (Polydor – 2001 362)
- 1972 - Come Home/I Think You Know my Name (Polydor Incorporated)
- 1974 - Eloïse/The Colour of my Love (Polydor – 2001 542)
- 1974 – Do That/Nothings Gonna Change Our World (Polydor – 2056 423)
- 1975 - Do That/The Summer's Over(Ariola Records – 13 846 AT)
- 1975 – Judy/Best Years of my Love (Bell Records – 8E 006-97 603 G)
- 1976 - Eloise /Love is Love (Polydor – 2135003)
- 1976 - Eloise/Love Always Comes Tomorrow (Polydor – 2001 630)
- 1976 – Where Were You/Making Do (Private Stock – 1C 006-98 111)
- 1977 – Brother/Life's So Easy (Private Stock – E 006 98880 G)
- 1980 - Eloise /Red Man con The Majority (Polydor – 2121 202)
- 1980 - Eloise /Kitch (Polydor – 2001 992)
- 1980 - Eloise /Keep It Out of Sight (Double Gold – DG 24)
- 1989 – Turn Away/Strong (RCA – PB 43329)
- 1990 – Light in Your Heart/La Dolce Vita (RCA – PB 43989)
- 1991 - Eloise/Eloise (Instrumental) (Polydor – 867 902-7)
- xxxx - Eloise/Love is Love/Sanctus Sanctus Hallelujah/The Colour of My Love (Polydor – 2607 014)
- xxxx - Eloise/Love I Almost Found You/Love is Love/I'll Be on My Way Dear (MGM Records – 61 620)